# Cyanela

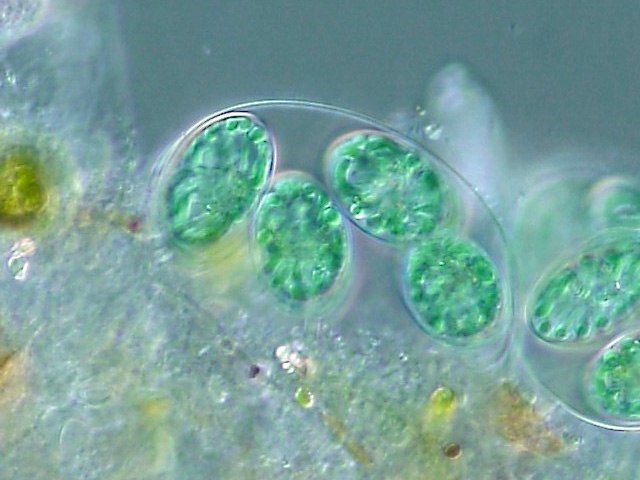
Glaucophyta mají uvnitř buněk cyanely (zeleně)

Cyanela je označení pro primitivní plastid (chloroplast) připomínající v mnoha ohledech buňku sinice, z nichž se ve skutečnosti plastidy vyvinuly. Cyanely mají na rozdíl od běžných plastidů buněčnou stěnu (z peptidoglykanu), a podobně jako plastidy redukovaný genom. Vyskytují se u bičíkovce Paulinella chromatophora (kmen Cercozoa) a u několika primitivních rostlin ze skupiny Glaucophyta.
U glaukofytních cyanel byly nalezeny také další důkazy o příbuznosti s sinicemi: karboxyzomy prokaryotického typu, genom kódující 150 proteinů (více než u plastidové DNA vyšších rostlin), ale i tylakoidy podobné těm sinicovým.